# Каражар (Бурабайский район)
Каража́р (каз. Қаражар, до 2005 г. — Черноя́рка) — село в Бурабайском районе Акмолинской области Казахстана. Входит в состав сельского округа Атамекен. Код КАТО — 117055800.

## География
Село расположено в юго-восточной части района, на расстоянии примерно 25 километров (по прямой) к югу от административного центра района — города Щучинска, в 4 километрах к югу от административного центра сельского округа — аула Атамекен.
Абсолютная высота — 363 метров над уровнем моря.
Климат холодно-умеренный, с хорошей влажностью. Среднегодовая температура воздуха положительная и составляет около +2,8°С. Среднемесячная температура воздуха в июле достигает +18,9°С. Среднемесячная температура января составляет около -15,4°С. Среднегодовое количество осадков составляет около 450 мм. Основная часть осадков выпадает в период с мая по август.
Ближайшие населённые пункты: аул Атамекен — на севере, город Макинск — на юго-востоке.
Близ села проходит автомобильная дорога республиканского значения — А-1 «Астана — Петропавловск».

## История
Основан в 1900 году как переселенческий участок Кара-Джар на 395 душ крестьян с нарезкой земли по 15 десятин на каждую. Сельское общество образовано в 1904 году. В 1907 году обществу прирезано земли еще на 213 душ . В 1908 году была открыта школа. 
Совместным решением Акмолинского областного Маслихата и Акимата Акмолинской области от 24 августа 2005 года № 3С-14-5 «О переименовании некоторых населенных пунктов Акмолинской области», зарегистрированное Департаментом юстиции Акмолинской области 01 сентября 2005 года № 3155 село Черноярка Климовского сельского округа — было переименовано в село Каражар.

## Население
В 1989 году население села составляло 548 человек (из них русские — 79%).
В 1999 году население села составляло 451 человек (229 мужчин и 222 женщины). По данным переписи 2009 года, в селе проживали 404 человека (198 мужчин и 206 женщин).
| Численность населения | Численность населения | Численность населения |
| 1989                  | 1999                  | 2009                  |
| --------------------- | --------------------- | --------------------- |
| 548                   | ↘451                  | ↘404                  |

## Улицы[7]
- ул. 1 речная
- ул. Новая
- ул. Полевая
- ул. Речная
- ул. Центральная